# Мері Вебер
Мері Еллен Вебер (англ. Mary Ellen Weber) — астронавт НАСА. Здійснила два космічні польоти на шаттлах: STS-70 (1995, «Діскавері») і STS-101 (2000, «Атлантіс»), вчений-хімік.

## Освіта
- В 1980 році закінчила середню школу в Бедфорд-Гайтс (Огайо).
- У 1984 році отримала ступінь бакалавра в галузі хімії в Університеті імені Пердью, штат Індіана.
- У тисячі 1988 році отримав ступінь магістра в галузі хімічної інженерії в Каліфорнійському університеті в Берклі.

## Кар'єра до НАСА
Будучи студенткою, Вебер проходила стажування з хімічної інженерії в Ohio Edison, Delco Electronics і 3M.  У своєму докторському дослідженні в Берклі вона досліджувала фізику хімічних реакцій за участю кремнію.  У Texas Instruments вона досліджувала нові процеси та революційне обладнання для виготовлення комп’ютерних мікросхем разом із SEMATECH і Applied Materials. Вона має один патент і опублікувала дев'ять статей у наукових журналах.